# Церква святителя Миколая, архієпископа Мир Лікійських, чудотворця (Ворсівка)
Церква Святителя Миколая, Архієпископа Мир Лікійських, Чудотворця — чинна дерев'яна церква, пам'ятка архітектури місцевого значення (охоронний № 107) у селі Ворсівка на Житомирщині. Парафія Святителя Миколая, Архієпископа Мир Лікійських, Чудотворця належить до Православної церкви України. Престольне свято — 19 грудня.

## Розташування
Церква розташована у центрі села Ворсівка, на березі річки Візня.

## Історія
У XVII столітті в селі була дерев'яна церква, яка під час Хмельниччини згоріла. На її місці у 1728 році було збудовано та освячено нову церкву Святого Миколая Чудотворця, яка також згоріла. У 1850 році церква Святого Миколи Чудотворця була відбудована на кошти поміщика Станіслава Білини. Іконостас церкви було виготовлено у 1853 році, престол — у 1860 році.
У 1935 році комуністичною владою були намагання спалити церкву, але мешканці села не допустили цього.
Біля церкви збереглося кілька старих надгробків.

### Перехід з УПЦ (МП)доПравославної церкви України
11 січня 2019 року парафіяни церковної громади Святого Миколая Чудотворця на зборах, попри протидію з боку УПЦ (МП), проголосували про перехід у лоно Православної церкви України.

## Архітектура
Церква дерев'яна тридільна, хрещата у плані, одноверха. Над входом розташована двоярусна дзвіниця, яка з'єднана з бабинцем подовженим та широким притвором. Дзвіниця була прибудована пізніше, під час перебудови церкви. Купол церкви масивний, барокової архітектури, із заломом та банею. Ґанок церкви з чотирма колонами.
Під час останнього ремонту церкву було обшальовано пластиковою вагонкою.

## Світлини

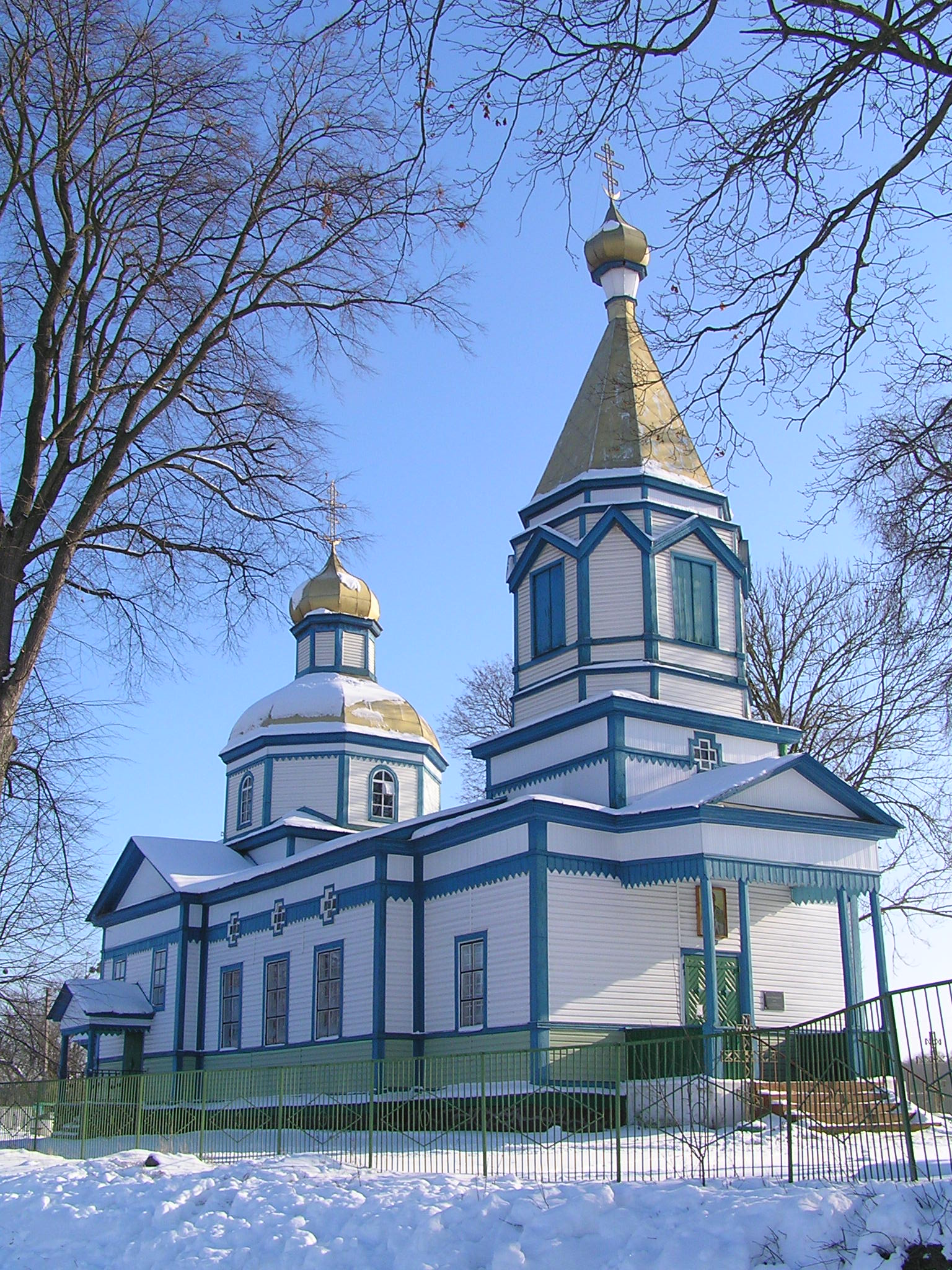
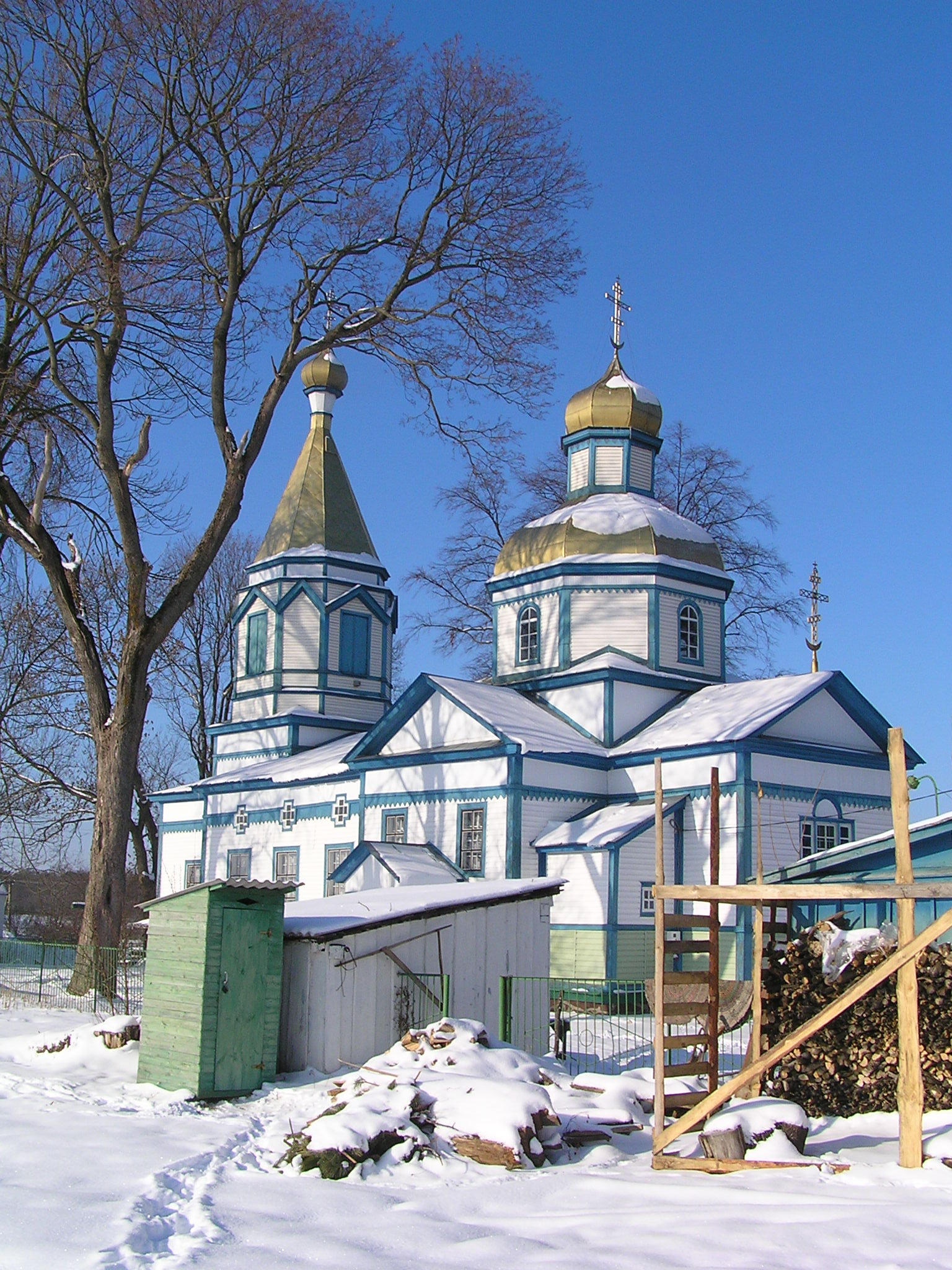
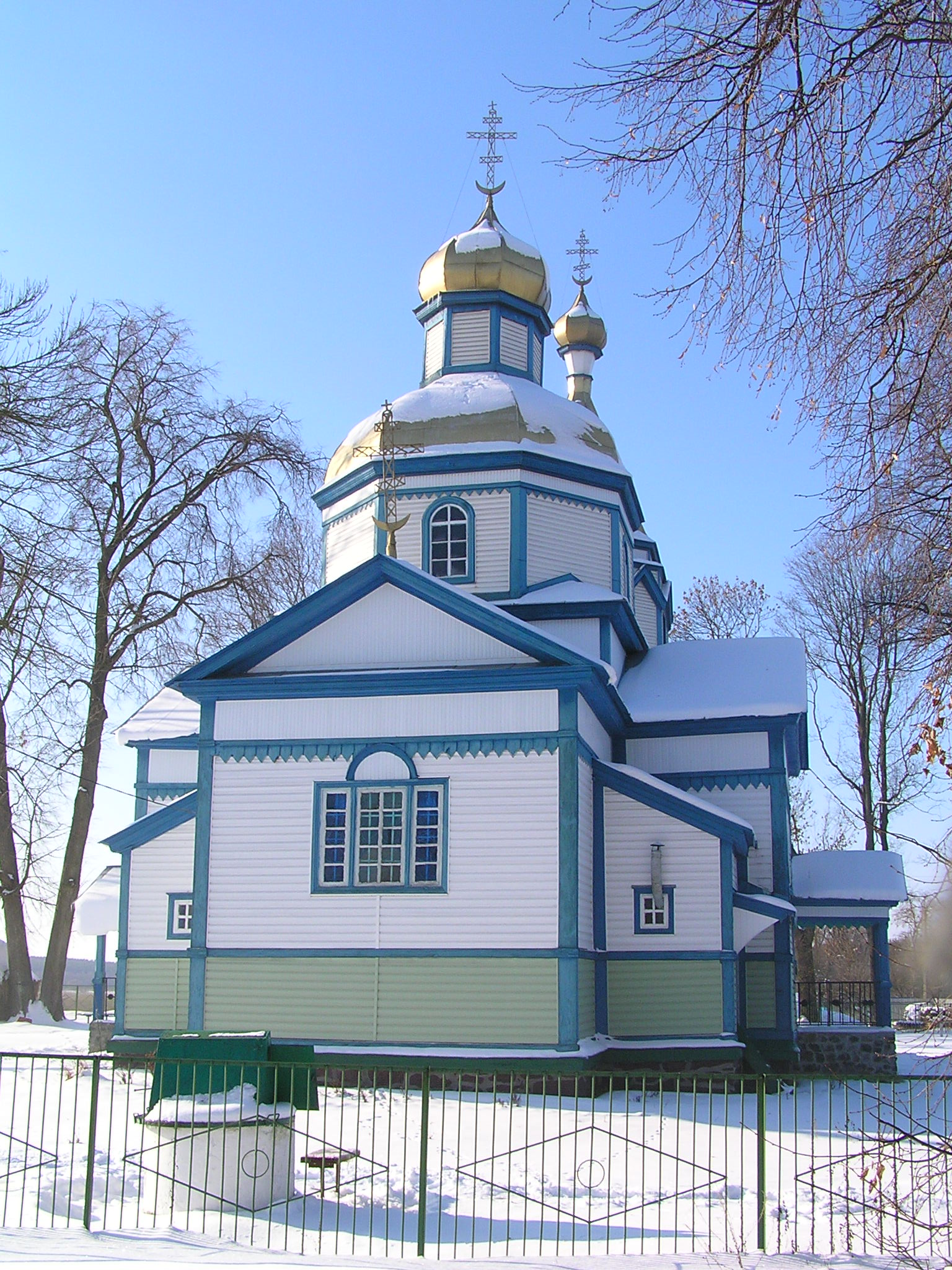